# Cathy Podewell
Cathy Podewell (* 26. Januar 1964 in Evanston, Illinois) ist eine US-amerikanische Schauspielerin. Weltweite Bekanntheit erlangte sie vor allem durch ihre Rolle der Cally Harper Ewing in der Fernsehserie Dallas.

## Leben
Podewell, die während ihrer Zeit an der High School im kalifornischen Walnut Creek Mitglied einer Marchingband und Cheerleaderin war, studierte Schauspiel und Tanz an der University of California in Santa Barbara.
Nach einem Gastauftritt in der Serie Der Hogan-Clan erhielt sie 1987 eine erste Rolle im US-amerikanischen Horrorstreifen Night of the Demons. Larry Hagman sah sie in der Sitcom Unser lautes Heim und schlug sie für die Rolle der Cally Harper Ewing vor. Cally, ein scheinbar naives Mädchen aus Haleyville, einer Kleinstadt in Louisiana, wird schließlich durch eine List zu J.R. Ewings zweiter Ehefrau.
Nach dem Ende von Dallas folgten Auftritte in Serien wie Mord ist ihr Hobby, Beverly Hills, 90210 oder Walker, Texas Ranger.

## Filmografie
- 1988: Valerie (Fernsehserie, eine Folge)
- 1988: Unser lautes Heim (Growing Pains, Fernsehserie, zwei Folgen)
- 1988: Night of the Demons
- 1988–1991: Dallas (Fernsehserie, 70 Folgen)
- 1989: Beverly Hills Brats
- 1991: Paradise (Fernsehserie, eine Folge)
- 1991: Du bist ja ein Engel! (Earth Angel, Fernsehfilm)
- 1991: Mord ist ihr Hobby (Murder, She Wrote, Fernsehserie, eine Folge)
- 1993: Beverly Hills, 90210 (Fernsehserie, eine Folge)
- 1995: Walker, Texas Ranger (Fernsehserie, eine Folge)
- 2013: Dallas (Fernsehserie, eine Folge)